# NGC 7821
NGC 7821 في الفهرس العام الجديد، هي مجرة، تقع في كوكبة قيطس. اكتشفت في 3 نوفمبر 1885 بواسطة أورموند ستون.

## روابط خارجية
- NGC 7821 على موقع ويكي سكاي: DSS2, SDSS, GALEX, IRAS, Hydrogen α, X-Ray, Astrophoto, Sky Map, Articles and images